# Liste de personnages de Retour vers le futur

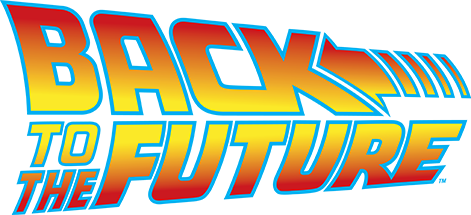
Logo de la série Retour vers le futur

Cette liste recense les personnages de la trilogie cinématographique Retour vers le futur (1985-1990) réalisée par Robert Zemeckis ainsi que de la série animée (1991) qui en est tirée.
- Haut – A
- B
- C
- D
- E
- F
- G
- H
- I
- J
- K
- L
- M
- N
- O
- P
- Q
- R
- S
- T
- U
- V
- W
- X
- Y
- Z

## 3
- 3-D (interprété par Casey Siemaszko) : un des trois acolytes de Biff Tannen à l'école. Son surnom vient sans doute des lunettes 3D qu'il porte. En 1985 alternative il est un des gardes de corps de Biff au contraire de son homologue[Quoi ?].

## B
- Babs (interprétée par Lisa Freeman) : amie de Lorraine Baines à l'école.
- Baines, Helen : sœur de Lorraine Baines. Dans le film, on voit que Stella Baines est enceinte. Dans la novélisation, on apprend que c'est d'une petite fille appelée Helen.
- Baines, Joey "Jailbird" : le plus jeune frère de Lorraine Baines qui finira en prison.
- Baines, Lorraine (interprétée par Lea Thompson) : la mère de Marty, de Dave et de Linda, femme de George McFly puis de Biff Tannen dans la « version alternative » de 1985 de Retour vers le futur 2 donc elle est l'homologue de cette époque alternative.
- Baines, Milton (interprété par Jason Hervey) : frère de Lorraine Baines.
- Baines, Sally (interprétée par Maia Brewton) : sœur de Lorraine Baines.
- Baines, Sam (interprété par George DiCenzo) : père de Lorraine Baines.
- Baines, Stella (interprétée par Frances Lee McCain) : mère de Lorraine Baines.
- Baines, Tobby : frère de Lorraine Baines.
- Betty (interprétée par Cristen Kauffman) : amie de Lorraine Baines à l'école
- Berry, Marvin (interprété par Harry Waters Jr.) : cousin fictif de Chuck Berry. Il joue avec son groupe au bal de fin d'année en 1955.
- Brown, Emmett Lathrop / "Doc" (interprété par Christopher Lloyd) : inventeur de la machine à voyager dans le temps et ami de Marty McFly. Il meurt la nuit du 25 au 26 octobre 1985 tué par des terroristes extrémistes libyens après qu'il leur ait volé du plutonium. Marty le sauve en 1955 en écrivant une lettre. Puis il meurt le 7 septembre 1885, tué par Bufford "Molosse" Tannen, à la suite de son refus de rembourser ce dernier de 80 dollars. Sa tombe est payée par Clara Clayton. Cependant, le jeune Doc de 1955 aidera quand même Marty à voyager en 1885 pour sauver son homologue de 1985. Sa dernière "mort" aura lieu la nuit du 13 au 14 juin 1931, sous l'identité de Carl Sagan. Assassiné par Frank Irvin Kid Tannen, le jeune Emmett de 1931 est donc censé disparaître de la réalité; George raconte néanmoins à Marty que Doc est disparu depuis des mois, pas des années. Marty le sauvera mais créera involontairement un paradoxe temporel : son grand-père, Arthur McFly, pourrait mourir à la place du Doc, ce qui anéantirait la famille McFly.
- Brown, Eckhart, père de Doc, qui apparaît uniquement dans le jeu vidéo.
- Brown, Jules Erathosthenes (interprété par Todd Cameron Brown) : le fils aîné d'Emmett Brown et de Clara Clayton.
- Brown, Verne Newton (interprété par Daniel Evans) : le fils cadet d'Emmett Brown et de Clara Clayton. Les prénoms des deux enfants Brown sont une référence à Jules Verne, l'auteur favori de "Doc" et Clara.

## C
- Carruthers, Lou (interprété par Norman Alden) : gérant du Lou's café en 1955.
- Chester (interprété par Matt Clark) : tenancier du saloon de Hill Valley en 1885.
- Clayton Brown, Clara (interprétée par Mary Steenburgen) : institutrice férue de sciences en 1885, elle aurait dû mourir en septembre 1885 en tombant dans un ravin mais sera sauvée par "Doc" qui en tombera amoureux.
- Copernic : premier chien de Doc en 1955. Nommé ainsi en hommage à l'astronome Nicolas Copernic.

## E
- Einstein : le chien de Doc en 1985. Il est, dans le film, le premier être vivant à utiliser la machine à voyager dans le temps. Nommé ainsi en hommage à Albert Einstein.
- Eastwood : Nom d'emprunt de Marty McFly dans Retour vers le futur 3, en référence à son idole Clint Eastwood. Il utilise la même ruse du gilet pare-balles que Clint Eastwood dans Pour une poignée de dollars dans son duel avec Buford Tannen. Le même film est visionné par Biff dans Retour vers le futur 2. À la fin du 3e film, le ravin, précédemment baptisé Clayton, portera le nom d'Eastwood à la suite de la chute de la locomotive dans le ravin et ayant « normalement » à son bord Marty.

## M
- Match (interprété par Billy Zane) : un des trois acolytes de Biff Tannen au lycée. Il est nommé comme ça à cause de l'allumette qu'il a toujours à la bouche, "match" en anglais signifiant allumette. En 1985 alternative il est un garde de corps de Biff au contraire de son homologue.
- McFly, Arthur : père de George McFly. Il n'apparaît que dans la novélisation du film Retour vers le futur et dans le jeu vidéo Back to the Future the Game. Il mourra le 13 juin 1931 à la place de Doc Brown tué par Zane, Cue Ball, et Frank Irvin Kid Tannen et sera sauvé par Marty car ce dernier aurait pu disparaître de la réalité.
- McFly, David "Dave" (interprété par Marc McClure) : le fils aîné de George et Lorraine Baines. Il mourra à deux reprises la première fois quand Marty rencontrera ses futurs parents et que sa mère tombe amoureuse de lui et la seconde fois quand Kid et ses sbires tueront son grand-père.
- McFly, Jennivere : femme de Harold McFly qui apparaît dans l'épisode "Vacances familiales" de la série animée.
- McFly, George Douglas (interprété par Crispin Glover dans le premier opus, et par Jeffrey Weissman dans le second) : le père de Marty est, avant les changements dus aux voyages temporels, un lâche entièrement soumis à Biff Tannen. Féru de science-fiction, il écrira ses propres histoires qu'il n'osera pas publier. Il prendra de l'assurance grâce à Marty lors de son voyage temporel en 1955 et changera son futur. Il publie finalement son premier roman, "Coup de foudre dans l'espace". L'histoire est, en partie inspirée de ce qui s'est passé en 1955. Il mourra une première fois le 15 mars 1973 par Biff (l'homologue de George Douglas en 1985 parallèle) mais il sera sauvé par Marty en 1955. puis une deuxieme fois lorsque son père sera tué par Kid le 13 juin 1931 mais il sera alors sauvé par Marty.
- McFly, Harold : paysan au Moyen Âge, ancêtre de la famille McFly. Il apparaît dans l'épisode "Vacances familiales" de la série animée.
- McFly, Linda (interprétée par Wendie Jo Sperber) : la fille de George McFly et Lorraine Baines. elle mourra à deux reprises une fois dans la saga en disparaissant de la réalité car Lorraine est amoureuse de Marty (ce dernier fera en sorte qu'elle existe toujours). Elle disparaît également dans le jeu vidéo car son grand-père sera tué par la bande de Kid. Elle sera sauvée par Marty.
- McFly, Maggie (interprétée par Lea Thompson) : d'origine irlandaise, elle est la femme de Seamus McFly.
- McFly, Marlene (interprétée par Michael J. Fox) : la fille qu'auront Marty McFly et Jennifer Parker dans le futur alternatif (celui que Doc et Marty visiteront dans Retour vers le futur 2).
- McFly, Martin : frère de Seamus McFly, il se laissait toujours provoquer en duel et cela a mal fini pour lui. Une sorte de Marty du passé. Il est seulement cité dans le troisième opus.
- McFly, Martin "Marty" (interprété par Michael J. Fox) : fils de George McFly et Lorraine Baines. Frère de Dave et Linda. Il voyage dans le temps avec son ami Doc et une fois avec sa future femme Jennifer Parker, avec qui il aura deux enfants : Marlene et Marty Jr.. Il mourra à trois reprises, deux fois dans la saga et une fois dans le jeu vidéo. La première fois, c'est en disparaissant de la réalité car sa future mère est amoureuse de lui et cela est anticipé grâce à son futur père. La seconde fois, il est tué par Bufford Molosse Tannen à la place de Doc Brown le matin du 7 septembre 1885 vers 9 heures. Il disparait également dans le jeu vidéo car son grand-père sera tué par la bande de Kid. Il sera sauvé par lui-même avec un gilet pare balle fait par lui même.
- McFly, Martin "Marty" Jr. (interprété par Michael J. Fox) : le fils qu'auront Marty McFly et Jennifer Parker dans le futur de 2015 (celui que Doc et Marty visiteront dans Retour vers le futur 2). C'est un personnage peureux, peu dégourdi et manque de confiance en lui à la manière de son grand-père George, qui se laissait toujours marcher sur les pieds par Biff Tannen (la situation est répétée par l'image des petits enfants, Marty Jr étant le souffre-douleur de Griff Tannen).
- McFly, Seamus (interprété par Michael J. Fox) : fermier d'origine écossaise qui recueille Marty en 1885. Il est également son arrière-arrière-grand-père.
- McFly (Miskin), Sylvia "Trixie Trotter" : mère de George McFly. Elle apparaît  dans la novélisation du film Retour vers le futur et dans le jeu vidéo Back to the Future : The Game où elle est danseuse durant la prohibition sous le nom de scène "Trixie Trotter".
- McFly, William Sean : fils de Seamus et Maggie McFly, il est le premier des McFly à naître aux États-Unis. Il est également l'arrière-grand-père de Marty.
- Mickey (interprété par Elijah Wood) : jeune garçon qui tente de jouer au jeu d'arcade Wild Gunman dans le 2e film.

## N
- Needles, Douglas (interprété par le bassiste Flea des Red Hot Chili Peppers) : celui qui poussera Marty à faire la course en voiture en 1985, qui sera indirectement responsable de la situation de Marty dans le futur de 2015 ainsi que de son licenciement. Cela sera anticipé dans la fin de Retour vers le futur 3.

## P
- Parker, Jennifer (interprétée par Claudia Wells dans le premier opus, puis par Elisabeth Shue dans les deux autres) : la petite amie et future femme de Marty McFly.
- Peabody, Ma (interprétée par Ivy Bethune) : femme d'Otis Peabody.
- Peabody, Otis : propriétaire du "Twins Pines Ranch" (le ranch des Deux Pins) en 1955. Il sera enfermé à l'asile pour avoir déclaré qu'un mutant de l'espace a écrasé un de ses pins.
- Peabody, Sherman (interprété par Jason Marin) : fils d'Otis et Ma Peabody.

## R
- Red (Interprété par George Buck Flower) : "Red the blum", le clochard de l'hôtel de ville.

## S
- Spielberg, Max : Fils réel de Steven Spielberg, dans le second volet de la trilogie, il crée le film Jaws 19 (en français Les Dents de la Mer 19. Spielberg, producteur de la trilogie, a réalisé Les Dents de la mer en 1975. Le film connaîtra trois suites réelles.
- Skinhead (interprété par J J Cohen) : un des trois acolytes de Biff Tannen à l'école. En 1985 alternative il est un des garde de corps de Biff au contraire de son homologue.
- Strickland : Il est le fils du Marshall James Strickland et l'arrière-grand-père de Gerald Strickland.
- Strickland, Gerald (interprété par James Tolkan) : le surveillant du lycée de Hill Valley. Il traite à plusieurs reprises les membres de la famille McFly de "tocards". Dans le premier film, ce sont Marty en 1985 et George en 1955. Dans la ville dirigée tyranniquement par Biff l'homologue, dans le 1985 alternatif de Retour vers le Futur 2, il n'est pas le surveillant général du lycée (selon lui, il a brûlé en 1979) au contraire de son homologue et vit seul dans une maison non loin de celle où devrait habiter Marty. Il est alors armé d'un Mossberg 500 et possède un gilet pare-balles pour se protéger des gangs qui s'amusent à tirer sur sa maison.
- Strickland, James (interprété par James Tolkan) : le Marshall de Hill Valley en 1885. Il tente de former son fils au métier de Marshall. Il est assassiné par Buford Tannen dans une scène coupée du 3e film. Il est l'arrière-arrière-grand-père de Gerald Strickland[1].
- Strickland, Edna elle apparaît dans le jeu vidéo Back to the Future the Game, sœur de Gérald Strickland et épouse de Doc dans la réalité alternative et finalement épouse de Irvin "Kid" Tannen.

## T
- Tannen, Beauregard : ancêtre de Biff apparaissant dans la série animée et dans Back to the Future the Game.
- Tannen, Biff Jr. : Fils de Biff Tannen dans la série animée Retour vers le futur.
- Tannen, Biff Howard (interprété par Thomas F. Wilson) : Ennemi de George McFly qu'il s'amusera à humilier à l'école avec sa bande. Puis, il sera son supérieur hiérarchique en 1985 avant que le voyage spatio-temporel de Marty n'inverse les rôles. Père de Biff Jr, arrière-petit-fils de Bufford, grand-père de Griff et arrière-arrière-grand-père de Ziff. Sans oublier en 1985 parallèle son homologue dirige Hill Valley avec ses horreurs.
- Tannen, Buford "Molosse" (interprété par Thomas F. Wilson) : l'arrière-grand-père de Biff Tannen est un hors-la-loi à la gâchette facile, célèbre dans la région de Hill Valley. Son surnom "Molosse" lui vient de son tempérament hargneux et de sa tendance à baver.
- Tannen, Frank (appelé Irvin "Kid" Tannen dans Back to the Future the Game en 1931) : père de Biff Tannen.
- Tannen, Gertrude : Grand-mère de Biff Tannen.
- Tannen, Griff (interprété par Thomas F. Wilson) : petit-fils de Biff Tannen et ennemi de Marty McFly Jr. en 2015. Voulant persuader Marty Jr. de participer à un braquage, il sera arrêté par la police pour vandalisme accidentelle avec ses sbires de l'hotel de ville. Il possède des implants bioniques dans le corps, ce qui limite sa capacité cérébrale.
- Tannen, Mugsy : chef de gang durant la Prohibition. Il apparaît dans une adaptation en comic de Retour vers le futur.
- Tannen, Tiff : fille ou fils de Biff mentionné dans Back to the Future the Game.
- Tannen, Ziff : petit-fils de Griff Tannen dans la série animée Retour vers le futur.
- Terry (interprété par Charles Fleischer)
- Thomas, Red (interprété par Hal Gausman) : Ancien maire de Hill Valley en 1955. Il ne s'agit pas du même personnage que Red "le clochard"[2].

## W
- Wilson, Goldie (interprété par Donald Fullilove) : jeune Afro-américain travaillant au Lou's café en 1955, il deviendra maire de Hill Valley dans les années 1980.
- Wilson III, Goldie (interprété par Donald Fullilove) : petit-fils du premier qui, en 2015, tient une entreprise de transformation des véhicules en aéroglisseurs.
- Whitey